# Platypalpus nepalensis
Platypalpus nepalensis är en tvåvingeart som först beskrevs av Enrico Adelelmo Brunetti 1920.  Platypalpus nepalensis ingår i släktet Platypalpus och familjen puckeldansflugor.
Artens utbredningsområde är Nepal. Inga underarter finns listade i Catalogue of Life.